# Rodenhausen
Rodenhausen ist ein Ortsteil der Großgemeinde Lohra im mittelhessischen Landkreis Marburg-Biedenkopf. Der Ort liegt auf 275 m ü. NHN (Freiwillige Feuerwehr).

## Geschichte

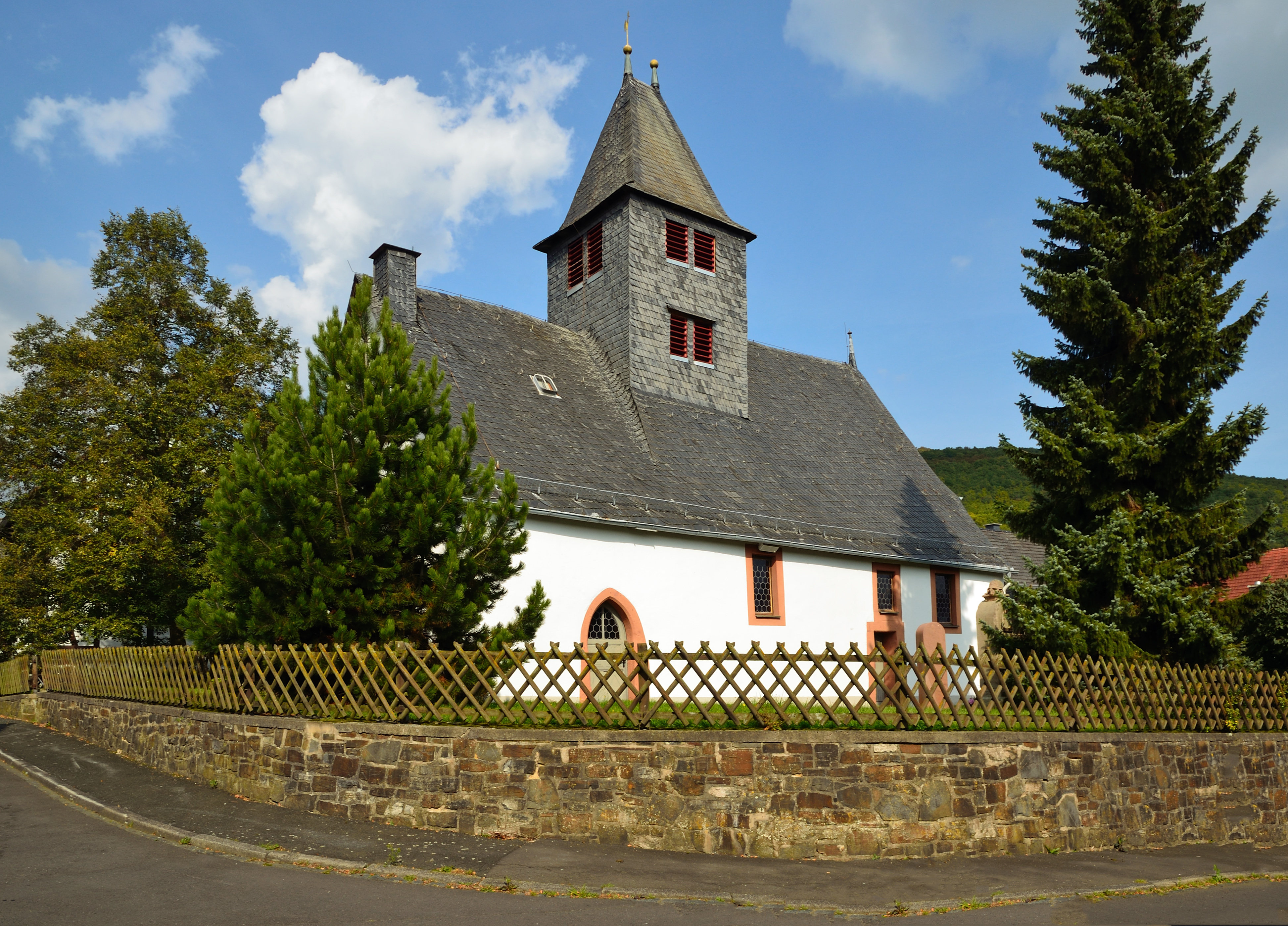
Die Evangelische Kirche

Die älteste bekannte schriftliche Erwähnung von Rodenhausen erfolgte unter dem Namen Rodinhusin im Jahr 1216 in einer Urkunde des Klosters Haina.

### Ortsgeschichte
In den Jahren 1247 und 1248 wurde Rodenhausen im Zusammenhang mit dem Adelsgeschlecht derer „von Rodenhausen“ als Rudenhusen im Wetzlarer Urkundenbuch erwähnt.
Im Jahre 1723 brannte fast das gesamte Dorf nieder.
Zum 31. Dezember 1971 wurde die bis dahin selbständige Gemeinde Rodenhausen im Zuge der Gebietsreform in Hessen auf freiwilliger Basis gemeinsam mit den Gemeinden Nanz-Willershausen und Damm in die Gemeinde Lohra eingemeindet. Für diese ehemaligen Gemeinden sowie die Kerngemeinde wurde je ein Ortsbezirk eingerichtet.

### Verwaltungsgeschichte im Überblick
Die folgende Liste zeigt die Staaten und Verwaltungseinheiten, denen Rodenhausen angehört(e):
- vor 1567: Heiliges Römisches Reich, Landgrafschaft Hessen, Gericht Lohra (Gericht Lohra bestand aus den Orten Lohra, Nanzhausen, Willershausen, Rodenhausen, Seelbach, Rollshausen, Altenvers, Raimarshausen, Weiboldshausen, Kirchvers, Oberwalgern, Holzhausen, Stedebach und Damm)[7]
- ab 1567: Heiliges Römisches Reich, Landgrafschaft Hessen-Marburg, Gericht Lohra
- ab 1601: Heiliges Römisches Reich, Landgrafschaft Hessen-Marburg, Gericht Lohra und Fronhausen
- 1604–1648: Heiliges Römisches Reich, strittig zwischen Landgrafschaft Hessen-Darmstadt und Landgrafschaft Hessen-Kassel (Hessenkrieg), Gericht Lohra
- ab 1648: Heiliges Römisches Reich, Landgrafschaft Hessen-Kassel, Gericht Lohra
- ab 1686: Heiliges Römisches Reich, Landgrafschaft Hessen-Kassel, Amt Fronhausen[8]
- ab 1806: Landgrafschaft Hessen-Kassel, Amt Fronhausen
- 1807–1813: Königreich Westphalen, Departement der Werra, Distrikt Marburg, Kanton Lohra
- ab 1815: Kurfürstentum Hessen, Amt Fronhausen[9]
- ab 1821: Kurfürstentum Hessen, Provinz Oberhessen, Kreis Marburg[10][Anm. 2]
- ab 1848: Kurfürstentum Hessen, Bezirk Marburg
- ab 1851: Kurfürstentum Hessen, Provinz Oberhessen, Kreis Marburg
- ab 1867: Königreich Preußen, Provinz Hessen-Nassau, Regierungsbezirk Kassel, Kreis Marburg
- ab 1871: Deutsches Reich,  Königreich Preußen, Provinz Hessen-Nassau, Regierungsbezirk Kassel, Kreis Marburg
- ab 1918: Deutsches Reich, Freistaat Preußen, Provinz Hessen-Nassau, Regierungsbezirk Kassel, Kreis Marburg
- ab 1944: Deutsches Reich, Freistaat Preußen, Provinz Kurhessen, Landkreis Marburg
- ab 1945: Deutsches Reich, Amerikanische Besatzungszone, Groß-Hessen, Regierungsbezirk Kassel, Landkreis Marburg
- ab 1946: Deutsches Reich, Amerikanische Besatzungszone, Hessen, Regierungsbezirk Kassel, Landkreis Marburg
- ab 1949: Bundesrepublik Deutschland, Hessen, Regierungsbezirk Kassel, Landkreis Marburg
- ab 1972: Bundesrepublik Deutschland, Hessen, Regierungsbezirk Kassel, Landkreis Marburg, Gemeinde Lohra
- ab 1974: Bundesrepublik Deutschland, Hessen, Regierungsbezirk Kassel, Landkreis Marburg-Biedenkopf, Gemeinde Lohra
- ab 1981: Bundesrepublik Deutschland, Hessen, Regierungsbezirk Gießen, Landkreis Marburg-Biedenkopf, Gemeinde Lohra

### Gerichte seit 1821
Mit Edikt vom 29. Juni 1821 wurden in Kurhessen Verwaltung und Justiz getrennt. Der Kreis Marburg war für die Verwaltung und das Justizamt Fronhausen war als Gericht in erster Instanz für Rodenhausen zuständig. Nach der Annexion Kurhessens durch Preußen erfolgte am 1. September 1867 die Umbenennung des bisherigen Justizamtes in Amtsgericht Fronhausen. Mit Wirkung zum 1. Oktober 1902 wurden Rodenhausen, Seelbach, Rollshausen und Lohra vom Bezirk des Amtsgerichts Fronhausen abgetrennt und dem Amtsgericht Gladenbach zugewiesen. 1948 wurden die bisher zum Amtsgerichtsbezirk Gladenbach gehörenden Gemeinden Lohra, Rodenhausen, Rollshausen und Seelbach dem Amtsgerichtsbezirk Marburg zugeordnet.

## Bevölkerung

### Einwohnerstruktur 2011
Nach den Erhebungen des Zensus 2011 lebten am Stichtag dem 9. Mai 2011 in Rodenhausen 222 Einwohner. Darunter waren keine Ausländer.
Nach dem Lebensalter waren 39 Einwohner unter 18 Jahren, 105 zwischen 18 und 49, 39 zwischen 50 und 64 und 39 Einwohner waren älter. Die Einwohner lebten in 51 Haushalten. Davon waren 15 Singlehaushalte, 18 Paare ohne Kinder und 36 Paare mit Kindern sowie 12 Alleinerziehende und 3 Wohngemeinschaften. In 6 Haushalten lebten ausschließlich Senioren und in 54 Haushaltungen lebten keine Senioren.

### Einwohnerentwicklung
| Quelle: Historisches Ortslexikon |                                                                                              |
| • 1502:                          | 10 Hausgesesse                                                                               |
| • 1577:                          | 13 Hausgesesse (einschließlich 3 Witwen)                                                     |
| • 1630:                          | 8 zweispännige, 2 einspännige Ackerleute, 3 Einläuftige.                                     |
| • 1681:                          | 21 hausgesessene Mannschaften                                                                |
| • 1746:                          | 39 Haushalte.                                                                                |
| • 1838:                          | 195 Einwohner (Familien: 25 nutzungsberechtigte und 13 nicht nutzungsberechtigte Ortsbürger) |

| Rodenhausen: Einwohnerzahlen von 1834 bis 2011 | Rodenhausen: Einwohnerzahlen von 1834 bis 2011 | Rodenhausen: Einwohnerzahlen von 1834 bis 2011 | Rodenhausen: Einwohnerzahlen von 1834 bis 2011 | Rodenhausen: Einwohnerzahlen von 1834 bis 2011 |
| --- | ---------------------------------------------- | ---------------------------------------------- | ---------------------------------------------- | ---------------------------------------------- |
| Jahr |                                                |                                                |                                                | Einwohner                                      |
| 1834 | 1834                                           |                                                | 167                                            | 167                                            |
| 1840 | 1840                                           |                                                | 183                                            | 183                                            |
| 1846 | 1846                                           |                                                | 191                                            | 191                                            |
| 1852 | 1852                                           |                                                | 174                                            | 174                                            |
| 1858 | 1858                                           |                                                | 205                                            | 205                                            |
| 1864 | 1864                                           |                                                | 205                                            | 205                                            |
| 1871 | 1871                                           |                                                | 196                                            | 196                                            |
| 1875 | 1875                                           |                                                | 197                                            | 197                                            |
| 1885 | 1885                                           |                                                | 198                                            | 198                                            |
| 1895 | 1895                                           |                                                | 219                                            | 219                                            |
| 1905 | 1905                                           |                                                | 233                                            | 233                                            |
| 1910 | 1910                                           |                                                | 231                                            | 231                                            |
| 1925 | 1925                                           |                                                | 221                                            | 221                                            |
| 1939 | 1939                                           |                                                | 226                                            | 226                                            |
| 1946 | 1946                                           |                                                | 317                                            | 317                                            |
| 1950 | 1950                                           |                                                | 300                                            | 300                                            |
| 1956 | 1956                                           |                                                | 235                                            | 235                                            |
| 1961 | 1961                                           |                                                | 227                                            | 227                                            |
| 1967 | 1967                                           |                                                | 229                                            | 229                                            |
| 1980 | 1980                                           |                                                | ?                                              | ?                                              |
| 1990 | 1990                                           |                                                | ?                                              | ?                                              |
| 2000 | 2000                                           |                                                | ?                                              | ?                                              |
| 2011 | 2011                                           |                                                | 222                                            | 222                                            |
| Datenquelle: Historisches Gemeindeverzeichnis für Hessen: Die Bevölkerung der Gemeinden 1834 bis 1967. Wiesbaden: Hessisches Statistisches Landesamt, 1968. Weitere Quellen: LAGIS; Zensus 2011 |                                                |                                                |                                                |                                                |

### Historische Religionszugehörigkeit
| Quelle: Historisches Ortslexikon |                                                                   |
| • 1861:                          | 191 lutheranische (= 100 %) Einwohner                             |
| • 1885:                          | 198 evangelische (= 100 %) Einwohner                              |
| • 1961:                          | 211 evangelische (= 92,95 %), 12 katholische (= 5,29 %) Einwohner |

### Historische Erwerbstätigkeit
| Quelle: Historisches Ortslexikon | |
| • 1746:                          | Erwerbspersonen: drei Schmiede, ein Schneider, ein Dachdecker, zwei Wirte.                                                        |
| • 1838:                          | Familien: 26 Ackerbau, 6 Gewerbe, 5 Tagelöhner.                                                                                   |
| • 1961:                          | Erwerbspersonen: 98 Land- und Forstwirtschaft, 31 Produzierendes Gewerbe, 7 Handel und Verkehr, 7 Dienstleistungen und Sonstiges. |

## Politik
Für Rodenhausen besteht ein Ortsbezirk mit Ortsbeirat und Ortsvorsteher nach der Hessischen Gemeindeordnung. Er umfasst das Gebiet der ehemaligen Gemeinde Rodenhausen.
Der Ortsbeirat Rodenhausen  besteht aus fünf Mitgliedern. Bei den Kommunalwahlen in Hessen 2021 betrug die Wahlbeteiligung zum Ortsbeirat 55,19 %. Alle Kandidaten gehörten der „Bürgerliste Rodenhausen“ an. Der Ortsbeirat wählte Heinz-Werner Kraft zum Ortsvorsteher.

## Sehenswürdigkeiten
Zu Rodenhausens Sehenswürdigkeiten zählen die frühere Wallfahrtskirche aus dem 16. Jahrhundert und das Gipfelkreuz am Hemmerich, dem mit 475 m höchsten Berg der Großgemeinde.